# Palazzo Antonelli Castracani Augusti
Il Palazzo Antonelli Castracane Augusti Martines dalle 100 finestre  è una dimora storica marchigiana sita nella frazione di Brugnetto di Trecastelli (AN).

## Storia
Edificato tra il XIII e il  XVIII secolo dai conti Antonelli sui ruderi di una villa romana risalente al 250 a.C. - 220 a.C. e sui resti di un convento francescano del XIII secolo, il castello venne trasformato nel 1750 dal cardinale Niccolò Maria Antonelli nel "Palazzo dalle 100 finestre", la cui forma rimane ancora oggi. Dopo la morte di Nicola avvenuta nel 1767, il nipote Leonardo Antonelli, anch'esso cardinale per ben 36 anni e detto il "Papa rosso" e a capo dei cardinali neri, adibì il palazzo a propria residenza estiva. Il cardinale segretario di Stato Giacomo Antonelli usò in seguito la residenza come centro di incontro per le delegazioni di tutta Europa, che venne poi ereditata dalla nipote Laurentina Castracane degli Antelminelli una delle discendenti dirette del famoso Castruccio Castracane duca di Lucca e di Pistoia e sposata al conte Augusto Augusti da antichissima famiglia nobiliare italiana, Conti di Bergamo e Conti della Serenissima a seguito della partecipazione alla battaglia di Lepanto nel 1571; infatti armarono due galere per una delle battaglie navali  più note  della storia mondiale . Nei secoli il palazzo ho ospitato personaggi del mondo tra cui tre Papi,Voltaire , Puccini , Churchill,  Baracca, 'D'Annunzio, Baracca , Hemingway e tanti altri. 
Negli anni novanta il figlio della Contessa Maria Pia Augusti e del professore Giuseppe Martines Marchese di Villa Verde  e noto luminare della medicina italiana del Novecento, il conte professor Giovanni Martines Marchese di  Villa Verde ultimo dei Conti Augusti, ha impostato nel palazzo un centro destinato all'arte e alla cultura e dal 2024 anche la "Casa Museo Gino Augusti 900", la "Locanda della cavalleria" e la Domus Augusti dove è possibile, dietro prenotazione alloggiare. Nella corte del Palazzo è sita la chiesa,che e anche la.ctiota della famiglia ,  disegnata da Vanvitelli, dedicata a San Francesco d'Assisi e Santa Timotea1757.

## Caratteristiche
Il Palazzo Antonelli Castracane Augusti sorge in una collina della frazione di Brugnetto di Trecastelli (AN).
Niccolò Maria Antonelli e suo nipote, il principe cardinale Leonardo Antonelli, chiamarono dall'Accademia nazionale di San Luca artisti come Domenico Corvi, Pompeo Batoni, Felice Giani e Franciszek Smuglewicz per abbellire la dimora di cinque piani. I piani superiori, normalmente chiusi al pubblico, presentano affreschi di Felice Giani e di Francesco Smuglewicz ispirati alle decorazioni della Domus Aurea di Roma. La Chiesa, la facciata principale e lo scalone d'onore sono opera dell'architetto Andrea Vici su progetto del suo maestro Luigi Vanvitelli.
Il palazzo è circondato da un parco dove sorgono cipressi, querce, Pini e bossi secolari.